# 一般用漢方製剤承認基準
一般用漢方製剤承認基準（いっぱんようかんぽうせいざいしょうにんきじゅん）とは、日本国にて漢方製剤に対し一般用医薬品として薬事承認を与える際の審査基準。漢方処方210処方の構成生薬の配合量の規格値や記載可能な効能・効果の範囲等が示されている。
本項は、特記しない限り日本における当該基準について記載する。

## 概要
一般用漢方処方に関する承認における基準については、1972年（昭和47年）11月から1974年（昭和49年）5月までの間、計4回にわたって厚生省（現厚生労働省）から承認審査の内規が公表され、実質的な承認における基準となっていた。この内規は、専門家の意見を踏まえ、漢方関係の成書に記載されており、長年使用されてきた処方の中から、一般用医薬品として適当な210処方を選び、その成分・分量、用法・用量、効能・効果を示したものであった。また、この内規が掲載された書籍『一般用漢方処方の手引き』（厚生省薬務局監修、日本製薬団体連合会漢方専門委員会編、薬業時報社（現じほう社）発行）を通じて210処方の規格等の内容が周知されたため、俗に“一般用漢方処方の210処方”や“いわゆる210処方”などと呼称されてきた。
厚生労働省は、内規の制定から30年以上たった状況を受け、見直しの必要性を検討するため「一般用漢方処方の見直しを図るための調査研究班」（班長：合田幸広（国立医薬品食品衛生研究所））を設置し、この調査研究班の調査結果、パブリックコメントに寄せられた意見等を参考に、薬事・食品衛生審議会一般用医薬品部会における討議に基づき、現在では用いられなくなった用語の変更、その後の文献から有用性が認められる効能・効果を追加、加減方を分離（213処方へ）するなどの変更をおこなった一般用漢方製剤承認基準を2008年（平成20年）9月30日（薬食審査発第0930001号）に定め、翌日10月1日より適用している。
さらに2010年4月1日、新基準に加減方23処方を追加し236処方へと増加した。
その後2012年8月、新たな通知により294処方へ増加した。

## 内容
漢方処方の名称、成分・分量、用法・用量、効能・効果からなる。
例：安中散
「成分・分量」
桂皮3-5、延胡索3-4、牡蛎3-4、茴香1.5-2、縮砂1-2、甘草1-2、良姜0.5-1
「用法・用量」
（1）散・1回1-2g、1日2-3回
（2）湯
「効能・効果」
体力中等度以下で、腹部は力がなくて、胃痛又は腹痛があって、ときに胸やけや、げっぷ、胃もたれ、食欲不振、はきけ、嘔吐などを伴うものの次の諸症
神経性胃炎、慢性胃炎、胃腸虚弱

## 変更点
内規（旧基準）からの変更点は以下のとおり。

### 効能・効果等の追加・変更
（1）文献に基づき、有用性が認められる効能・効果を追加（122処方）
旧基準では、昭和48年までの61文献を参考文献としていたが、それ以降出版された文献を加え94の文献を参考文献とした。その結果、例えば、葛根湯では、昭和53年出版の『漢方治療百話第四集』（矢数道明著）を初め、多くの文献に「鼻炎」に対して効果があるとの記載があり、検討班の臨床漢方医も、その効果について確認したことなどから、効能・効果として追加した。
（2）内服するすべての処方にしばりを追加（99処方）
旧基準では、しばりの記載があるものとないものがあったが、今回の見直しに伴い、全ての内服薬について、その効能・効果をしばりと症状等の組み合わせによって表現することとした。
（例）体力中等度かやや虚弱で、手足がほてり、唇がかわくものの次の諸症（諸症以下は略）
（3）一般用医薬品としてわかりにくい効能・効果の変更（27処方）
一般用医薬品であることを考慮し、現在、社会一般で用いられなくなった用語を、よりわかりやすいものに変更した。
（例）胃アトニー→胃腸虚弱、くさ（瘡）→湿疹・皮膚炎
（例）「血の道症」の「効能・効果に関連する注意」として「血の道症とは、月経、妊娠、出産、産後、更年期など女性のホルモンの変動に伴って現れる精神不安やいらだちなどの精神神経症状および身体症状のことである。」を付記

### 用法・用量の見直し
小児用法の追加、散剤の追加等（44処方）
従前の「小児不可」とされている処方についての用法・用量は、参考とされた文献をみても、安全性に問題があるからではなく、効能・効果に関して、例えば月経不順等（温清飲）や五十肩等（独活葛根湯）の症状がその年齢では通常ありえないとの観点等からつけられたものと考えられる。しかし、今回新しく加わった効能・効果の皮膚炎等（温清飲）や寝違え等（独活葛根湯）については小児に対しても有効とされている。このため、あらためて「小児不可」とされている全ての処方を検証し、安全性を確保することができると判断されたものについては、小児用法を追加することとした。また、例えば平胃散の場合、『改訂新版漢方処方分量集』（昭和49年）には、散としての用法・用量が記載されており、そう使用する場合があることを検討班でも確認した結果、散剤としての用法・用量を追加した。

### 記載の整備
「朮」を「白朮」と「蒼朮」に分離等（123処方）
処方の構成生薬とその割合は、これまで処方の「成分及び分量」として表記されていたが、成分という表現は通常単一化合物に用いられるため「処方構成」とした。
また、構成生薬の表記は、日本薬局方の別名として標記した漢字名を用い、これまで混乱のあったものを統一した。
例えば、「朮」については出来る限り「白朮」と「蒼朮」のどちらを用いるべきか示した。また、「乾生姜」は日局の「生姜」に該当するため、その記載に統一した。
（例）乾生姜→生姜、朮→蒼朮（又は白朮）、丁香→丁子

### 加減方の分離
旧基準では単一の処方名であった加減方を個別の処方名として分離した。

## 内規制定までの経緯
1970年（昭和45年）7月、厚生労働省薬務局製薬課に「漢方打合せ会」が発足し、大塚敬節、浅野正義、西本和光、菊谷豊彦が委員となり、事前に準備されていた632処方から一般用医薬品として適切であると考えられる346処方に絞り、1971年（昭和46年）10月、その結果を中央薬事審議会に送る。中央薬事審議会一般医薬品特別部会の下に「漢方生薬製剤調査会」が発足し、「漢方打合せ会」が選定した346処方に業界団体（日本製薬団体連合会の漢方専門委員会）の意見を反映し210処方の素案ができる。210処方の出典は、『傷寒論』、『金匱要略』、『和剤局方』、『万病回春』、『外台秘要方』、『千金方』、『方輿輗』などの古典から取り上げ、『経験漢方処方分量集』（大塚敬節、矢数道明）、『漢方診療の実際』（大塚敬節、矢数道明、清水藤太郎）、『漢方診療医典』（大塚敬節、矢数道明、清水藤太郎）、『臨床応用漢方処方解説』（矢数道明）、『漢方医学』』（大塚敬節）、『明解漢方処方』（西岡一夫）など現代の漢方関連の成書を参考に、成分・分量、用法・用量、効能・効果などの案が作成された。この素案をもとに中央薬事審議会にて審議・承認され、1972年（昭和47年）11月から1974年（昭和49年）5月までの間、計4回に分けて公表された。

## 処方名
処方名の後ろに「*」を示した処方は2010年4月の追加処方。
あ
- 安中散（あんちゅうさん）
- 安中散加茯苓（あんちゅうさんかぶくりょう）

い
- 胃風湯（いふうとう）
- 胃苓湯（いれいとう）
- 茵蔯蒿湯（いんちんこうとう）
- 茵蔯五苓散（いんちんごれいさん）

う
- 温経湯（うんけいとう）
- 温清飲（うんせいいん）
- 温胆湯（うんたんとう）

え
- 延年半夏湯（えんねんはんげとう）

お
- 黄耆桂枝五物湯（おうぎけいしごもつとう）*
- 黄耆建中湯（おうぎけんちゅうとう）
- 黄芩湯（おうごんとう）
- 応鐘散（おうしょうさん）（芎黄散（きゅうおうさん））
- 黄連阿膠湯（おうれんあきょうとう）
- 黄連解毒湯（おうれんげどくとう）
- 黄連湯（おうれんとう）
- 乙字湯（おつじとう）
- 乙字湯去大黄（おつじとうきょだいおう）

か
- 解労散（かいろうさん）*
- 化食養脾湯（かしょくようひとう）
- 藿香正気散（かっこうしょうきさん）
- 葛根黄連黄芩湯（かっこんおうれんおうごんとう）
- 葛根紅花湯（かっこんこうかとう）
- 葛根湯（かっこんとう）
- 葛根湯加川芎辛夷（かっこんとうかせんきゅうしんい）
- 加味温胆湯（かみうんたんとう）
- 加味帰脾湯（かみきひとう）
- 加味解毒湯（かみげどくとう）
- 加味四物湯（かみしもつとう）*
- 加味逍遙散（かみしょうようさん）
- 加味逍遙散加川芎地黄（かみしょうようさんかせんきゅうじおう）（加味逍遙散合四物湯（かみしょうようさんごうしもつとう））
- 加味平胃散（かみへいいさん）
- 乾姜人参半夏丸（かんきょうにんじんはんげがん）
- 甘草瀉心湯（かんぞうしゃしんとう）
- 甘草湯（かんぞうとう）
- 甘麦大棗湯（かんばくたいそうとう）

き
- 帰耆建中湯（きぎけんちゅうとう）
- 桔梗湯（ききょうとう）
- 枳縮二陳湯（きしゅくにちんとう）*
- 帰脾湯（きひとう）
- 芎帰膠艾湯（きゅうききょうがいとう）
- 芎帰調血飲（きゅうきちょうけついん）
- 芎帰調血飲第一加減（きゅうきちょうけついんだいいちかげん）
- 響声破笛丸（きょうせいはてきがん）
- 杏蘇散（きょうそさん）

く
- 苦参湯（くじんとう）
- 駆風解毒散（湯）（くふうげどくさん（とう））

け
- 荊芥連翹湯（けいがいれんぎょうとう）
- 鶏肝丸（けいかんがん）
- 桂枝湯（けいしとう）
- 桂枝加黄耆湯（けいしかおうぎとう）
- 桂枝加葛根湯（けいしかかっこんとう）
- 桂枝加厚朴杏仁湯（けいしかこうぼくきょうにんとう）
- 桂枝加芍薬生姜人参湯（けいしかしゃくやくしょうきょうにんじんとう）
- 桂枝加芍薬大黄湯（けいしかしゃくやくだいおうとう）
- 桂枝加芍薬湯（けいしかしゃくやくとう）
- 桂枝加朮附湯（けいしかじゅつぶとう）
- 桂枝加竜骨牡蛎湯（けいしかりゅうこつぼれいとう）
- 桂枝加苓朮附湯（けいしかりょうじゅつぶとう）
- 桂枝人参湯（けいしにんじんとう）
- 桂枝茯苓丸（けいしぶくりょうがん）
- 桂枝茯苓丸料加薏苡仁（けいしぶくりょうがんかよくいにん）
- 啓脾湯（けいひとう）
- 荊防敗毒散（けいぼうはいどくさん）
- 桂麻各半湯（けいまかくはんとう）
- 鶏鳴散加茯苓（けいめいさんかぶくりょう）
- 堅中湯（けんちゅうとう）

こ
- 甲字湯（こうじとう）
- 香砂平胃散（こうしゃへいいさん）
- 香砂養胃湯（こうしゃよういとう）
- 香砂六君子湯（こうしゃりっくんしとう）
- 香蘇散（こうそさん）
- 厚朴生姜半夏人参甘草湯（こうぼくしょうきょうはんげにんじんかんぞうとう）
- 杞菊地黄丸（こぎくぢおうがん）*
- 五虎湯（ごことう）
- 牛膝散（ごしつさん）
- 五積散（ごしゃくさん）
- 牛車腎気丸（ごしゃじんきがん）
- 呉茱萸湯（ごしゅゆとう）
- 五物解毒散（ごもつげどくさん）
- 五淋散（ぎりんさん）
- 五苓散（ごれいさん）

さ
- 柴陥湯（さいかんとう）
- 柴胡加竜骨牡蛎湯（さいこかりゅうこつぼれいとう）
- 柴胡桂枝乾姜湯（さいこけいしかんきょうとう）
- 柴胡桂枝湯（さいこけいしとう）
- 柴胡清肝湯（さいこせいかんとう）
- 柴胡疎肝湯（さいこそかんとう）*
- 柴芍六君子湯（さいしゃくりっくんしとう）
- 柴蘇飲（さいそいん）*
- 柴朴湯（さいぼくとう）
- 柴苓湯（さいれいとう）
- 左突膏（さとつこう）
- 三黄散（さんおうさん）
- 三黄瀉心湯（さんおうしゃしんとう）
- 酸棗仁湯（さんそうにんとう）
- 三物黄芩湯（さんもつおうごんとう）

し
- 滋陰降火湯（じいんこうかとう）
- 滋陰至宝湯（じいんしほうとう）
- 紫雲膏（しうんこう）
- 四逆散（しぎゃくさん）
- 四君子湯（しくんしとう）
- 滋血潤腸湯（じけつじゅんちょうとう）
- 七物降下湯（しちもつこうかとう）
- 柿蒂湯（していとう）
- 四物湯（しもつとう）
- 炙甘草湯（しゃかんぞうとう）
- 芍薬甘草湯（しゃくやくかんぞうとう）
- 芍薬甘草附子湯（しゃくやくかんぞうぶしとう）*
- 鷓鴣菜湯（しゃこさいとう）（三味鷓鴣菜湯（さんみしゃこさいとう））
- 蛇床子湯（じゃしょうしとう）
- 十全大補湯（じゅうぜんたいほとう）
- 十味敗毒湯（じゅうみはいどくとう）
- 潤腸湯（じゅんちょうとう）
- 蒸眼一方（じょうがんいっぽう）
- 生姜瀉心湯（しょうきょうしゃしんとう）
- 小建中湯（しょうけんちゅうとう）
- 小柴胡湯（しょうさいことう）
- 小柴胡湯加桔梗石膏（しょうさいことうかききょうせっこう）
- 小承気湯（しょうじょうきとう）
- 小青竜湯（しょうせいりゅうとう）
- 小青竜湯加杏仁石膏（しょうせいりゅうとうかきょうにんせっこう）（小青竜湯合麻杏甘石湯（しょうせいりゅうとうごうまきょうかんせきとう））
- 小青龍湯加石膏（しょうせいりゅうとうかせっこう）
- 椒梅湯（しょうばいとう）
- 小半夏加茯苓湯（しょうはんげかぶくりょうとう）
- 消風散（しょうふうさん）
- 升麻葛根湯（しょうまかっこんとう）
- 逍遙散（しょうようさん）（八味逍遙散（はちみしょうようさん））
- 四苓湯（しれいとう）
- 辛夷清肺湯（しんいせいはいとう）
- 秦艽姜活湯（じんぎょうきょうかつとう）
- 秦艽防風湯（じんぎょうぼうふうとう）
- 参蘇飲（じんそいん）
- 神秘湯（しんぴとう）
- 参苓白朮散（じんれいびゃくじゅつさん）

せ
- 清肌安蛔湯（せいきあんかいとう）
- 清湿化痰湯（せいしつかたんとう）
- 清暑益気湯（せいしょえっきとう）
- 清上蠲痛湯（せいじょうけんつうとう）（駆風触痛湯（くふうしょくつうとう））
- 清上防風湯（せいじょうぼうふうとう）
- 清心蓮子飲（せいしんれんしいん）
- 清肺湯（せいはいとう）
- 折衝飲（せっしょういん）
- 川芎茶調散（せんきゅうちゃちょうさん）
- 千金鶏鳴散（せんきんけいめいさん）
- 銭氏白朮散（せんしびゃくじゅつさん）

そ
- 疎経活血湯（そけいかっけつとう）
- 蘇子降気湯（そしこうきとう）

た
- 大黄甘草湯（だいおうかんぞうとう）
- 大黄牡丹皮湯（だいおうぼたんぴとう）
- 大建中湯（だいけんちゅうとう）
- 大柴胡湯（だいさいことう）
- 大柴胡湯去大黄（だいさいことうきょだいおう）
- 大半夏湯（だいはんげとう）
- 沢瀉湯（たくしゃとう）*

ち
- 竹筎温胆湯（ちくじょうんたんとう）
- 竹葉石膏湯（ちくようせっこうとう）*
- 治打撲一方（ぢだぼくいっぽう）
- 治頭瘡一方（ぢずそういっぽう）
- 治頭瘡一方去大黄（ぢずそういっぽうきょだいおう）
- 知柏地黄丸（ちばくじおうがん）*
- 中黄膏（ちゅうおうこう）
- 中建中湯（ちゅうけんちゅうとう）*
- 調胃承気湯（ちょういじょうきとう）
- 丁香柿蒂湯（ちょうこうしていとう）
- 釣藤散（ちょうとうさん）
- 猪苓湯（ちょれいとう）
- 猪苓湯合四物湯（ちょれいとうごうしもつとう）

つ
- 通導散（つうどうさん）

て
- 定悸飲（ていきいん）*

と
- 桃核承気湯（とうかくじょうきとう）
- 当帰飲子（とうきいんし）
- 当帰建中湯（とうきけんちゅうとう）
- 当帰散（とうきさん）
- 当帰四逆湯（とうきしぎゃくとう）
- 当帰四逆加呉茱萸生姜湯（とうきしぎゃくかごしゅゆしょうきょうとう）
- 当帰芍薬散（とうきしゃくやくさん）
- 当帰芍薬散加黄耆釣藤（とうきしゃくやくさんかおうぎちょうとう）*
- 当帰芍薬散加人参（とうきしゃくやくさんかにんじん）*
- 当帰芍薬散加附子（とうきしゃくやくさんかぶし）*
- 当帰湯（とうきとう）
- 当帰貝母苦参丸（とうきばいもくじんがん）
- 独活葛根湯（どくかつかっこんとう）
- 独活湯（どくかつとう）

に
- 二朮湯（にじゅつとう）
- 二陳湯（にちんとう）
- 女神散（にょしんさん）（安栄湯（あんえいとう））
- 人参養栄湯（にんじんようえいとう）
- 人参湯（にんじんとう）（理中丸（りちゅうがん））

は
- 排膿散（はいのうさん）
- 排膿散及湯（はいのうさんきゅうとう）*
- 排膿湯（はいのうとう）
- 麦門冬湯（ばくもんどうとう）
- 八味地黄丸（はちみじおうがん）
- 八解散（はちげさん）*
- 半夏厚朴湯（はんげこうぼくとう）
- 半夏瀉心湯（はんげしゃしんとう）
- 半夏白朮天麻湯（はんげびゃくじゅつてんまとう）

ひ
- 白虎湯（びゃっことう）
- 白虎加桂枝湯（びゃっこかけいしとう）
- 白虎加人参湯（びゃっこかにんじんとう）

ふ
- 不換金正気散（ふかんきんしょうきさん）
- 茯苓飲（ぶくりょういん）
- 茯苓飲加半夏（ぶくりょういんかはんげ）
- 茯苓飲合半夏厚朴湯（ぶくりょういんごうはんげこうぼくとう）
- 茯苓沢瀉湯（ぶくりょうたくしゃとう）
- 伏竜肝湯（ぶくりゅうかんとう）
- 附子理中湯（ぶしりちゅうとう）*
- 分消湯（ぶんしょうとう）

へ
- 平胃散（へいいさん）

ほ
- 防已黄耆湯（ぼういおうぎとう）
- 防已茯苓湯（ぼういぶくりょうとう）
- 防風通聖散（ぼうふうつうしょうさん）
- 補気健中湯（補気建中湯）（ほきけんちゅうとう）
- 補中益気湯（ほちゅうえっきとう）
- 補肺湯（ほはいとう）

ま
- 麻黄湯（まおうとう）
- 麻杏甘石湯（まきょうかんせきとう）
- 麻杏薏甘湯（まきょうよくかんとう）
- 麻子仁丸（ましにんがん）

み
- 味麦地黄丸（みばくじおうがん）*

め
- 明朗飲（めいろういん）*

よ
- 揚柏散（ようはくさん）
- 薏苡仁湯（よくいにんとう）
- 抑肝散（よくかんさん）
- 抑肝散加芍薬黄連（よくかんさんかしゃくやくおうれん）*
- 抑肝散加陳皮半夏（よくかんさんかちんぴはんげ）

り
- 立効散（りっこうさん）
- 六君子湯（りっくんしとう）
- 竜胆瀉肝湯（りゅうたんしゃかんとう）
- 苓姜朮甘湯（りょうきょうじゅつかんとう）
- 苓桂甘棗湯（りょうけいかんそうとう）
- 苓桂朮甘湯（りょうけいじゅつかんとう）

れ
- 連珠飲（れんじゅいん）*

ろ
- 六味丸（ろくみがん）（六味地黄丸（ろくみじおうがん））